# あざやかな場面
「あざやかな場面」（あざやかなばめん）は、岩崎宏美の13枚目のシングル。1978年5月5日にビクター音楽産業よりリリースされた

## 概要
A面曲「あざやかな場面」は、穏やかなワルツのリズムに乗せて歌われる楽曲。曲の終盤では岩崎自身の声による多重コーラスが用いられている。
B面曲「いちご讃歌」は、1976年発売のライヴ盤『ロマンティック・コンサートII』にすでに収録されていた。ライヴCD-BOX『ROYAL BOX 〜スーパー・ライブ・コレクション〜』のライナー･ノーツには、その年の広島平和音楽祭のために書き下ろされた曲と記載されている。また、ライブ盤に収録されているバージョンとはエンディング部分が少し違っている。

## 収録曲
- 両楽曲共に、作詞：阿久悠／作曲: 三木たかし

1. あざやかな場面（4分12秒）
編曲：三木たかし・船山基紀
2. いちご讃歌（4分26秒）
編曲：三木たかし